# ジェンダー
ジェンダー (英: gender) とは、生物学的な性 (英: sex) とは異なる多義的な概念であり、性別に関する社会的規範と性差を指す:499。
性差とは、個人を性別カテゴリーによって分類し、統計的に集団として見た結果、集団間に認知された差異をいう:500:409。ジェンダーの定義と用法は年代によって変化する。ジェンダーという概念は、性別に関して抑圧的な社会的事実を明らかにするとともに、ジェンダーを巡る社会的相互作用をその概念自身を用いて分析するものである。

## 語源と用法

生物の雄と雌を示すジェンダー・シンボル（性別記号）。それぞれ火星と金星を表す惑星記号に由来する。

語源はラテン語: "genus"（産む、種族、起源）である。共通の語源を持つ言葉として"gene"（遺伝子）、"genital"（生殖の）、フランス語: genre（ジャンル）などがある。「生まれついての種類」という意味から転じて、性別のことを指すようになった。
この生物学的性のイメージを基にして、20世紀初頭には、"gender"はフランス語などにおける有性名詞の性による分類ないし分類クラスを指す文法的な用語として用いられるようになっていた。
英米語におけるgenderには、以下のような用法がある。
1. 言語学における文法上の性のこと。
2. 生物一般における生物学的性のこと（「性 (生物学)」）。雌雄の別。
3. 医学・心理学・性科学の分野における「性の自己意識・自己認知」のこと。性同一性。
4. 社会科学の分野において、生物学的性に対する、「社会的・文化的に形成された性」のこと。男性性・女性性、男らしさ・女らしさ。
5. 社会学者のイヴァン・イリイチの用語で、男性と女性が相互に補完的分業をする本来的な人間関係のあり方。イリイチはその喪失を批判している。
6. 電子工学・電気工学の分野におけるコネクターの嵌め合い形状（オスとメス）の区別のこと。プラグとジャック、雄ネジと雌ネジなど。

1950年代から1960年代にかけ、アメリカの心理学者・性科学者ジョン・マネー John Money、精神科医ロバート・ストラー Robert Stoller らは、身体的な性別が非典型な状態の性分化疾患の研究において、その当事者に生物学的性別とは別個にある男性または女性としての自己意識、性別の同一性があり、臨床上の必要から「性の自己意識・自己認知（性同一性）」との定義で "gender" を用いた:408。1960年代後半からは "gender identity" とも用いられた（以降も医学・性科学では "gender (identity)" は「性の自己意識・自己認知（性同一性）」の定義で用いられており、後の社会学において定義される意味とは異なる）。
1970年代:408からは、一部の社会科学の分野において"gender"は、生物学的性よりもむしろ社会的性の意味で用いられるようになった。しかし1970年代の時点では、"gender"と"sex"をどのような意味で用いるかについての合意は存在しなかった。たとえば1974年版の"Masculine/Feminine or Human"というフェミニストの書籍においては、「生得的なgender」と「学習されたsex role（性的役割）」という現代とは逆の定義がみられるが、しかし同著の1978年の版ではこの定義が逆転している。
1980年までに、大半のフェミニストは"gender"は「社会・文化的に形成された性」を、"sex"は「生物学的な性」として使用するようになった。このように、社会科学の分野においてジェンダーという用語が社会・文化的性別のこととして用いられ始めたのは比較的最近のことであることが分かる。
英語圏では現在、"gender"は生物学的な性も社会的な性も指す単語として用いられる。前者の場合、単に「sex」の婉曲あるいは公的な表現として使用されていることになる。例えば、女子のスポーツ競技において、生まれつきの性別を確認するために染色体検査が行われることがあるが、これを指す用語として英語ではジェンダーベリフィケーション（英語: gender verification）という用語を用いる。
複数の英英辞典・英和辞典（ウェブスター辞典、大修館書店『ジーニアス英和辞典』）において、"gender"は、第一に「言語学的性（文法上の性）」として、第二に古くから使われてきた「生物学的性別（sex）」として記述されている。それらに続き、社会科学の分野において用いられる「社会的・文化的役割としての性」という意味の語として記述がなされることがある（英語版ウィキペディア「Gender」も参照）。「言語学的性」とは、例えば男性を代名詞で「"he"、女性を"she"と分けて表記するようなことである。「生物学的性（sex）」とは、ロングマン現代英英辞典によれば、「the fact of being male or female（男性または女性であることの事実）」と説明され、「male（男性）」は「子供を産まない性」、「female（女性）」は「子供を産む性」と定義される。またヒト以外の動物の雌雄を記述する場合にも用いられる。「社会的文化的役割としての性」とは、その性（sex）から想起される「男らしさ」「女らしさ」といった様々な特徴のことである。
ジョーン・W・スコットの著書『ジェンダーと歴史学』によれば、近年、欧米の社会学において、"gender"という用語はほとんど（7割程度）の場合、「女性」と同義で使用されている（例："gender and development" 女性とその経済力向上）。
日本において、ジェンダーという言葉が社会的に認知されたのは1990年代である:81。『男女行動計画2000年プラン』では、ジェンダーは不平等を指摘し、それを是正する文脈で用いられるようになった:83。ジェンダーは「ジェンダー・フリー」という表現に用いられることによって、性別二分法システム、性別カテゴリー自体の打破を視野に入れている:84。ジェンダーの用法の広がりとともに、ジェンダー概念についての確認と捉え直しが必要になってきている:84。

## 社会的・文化的性の意識の変化

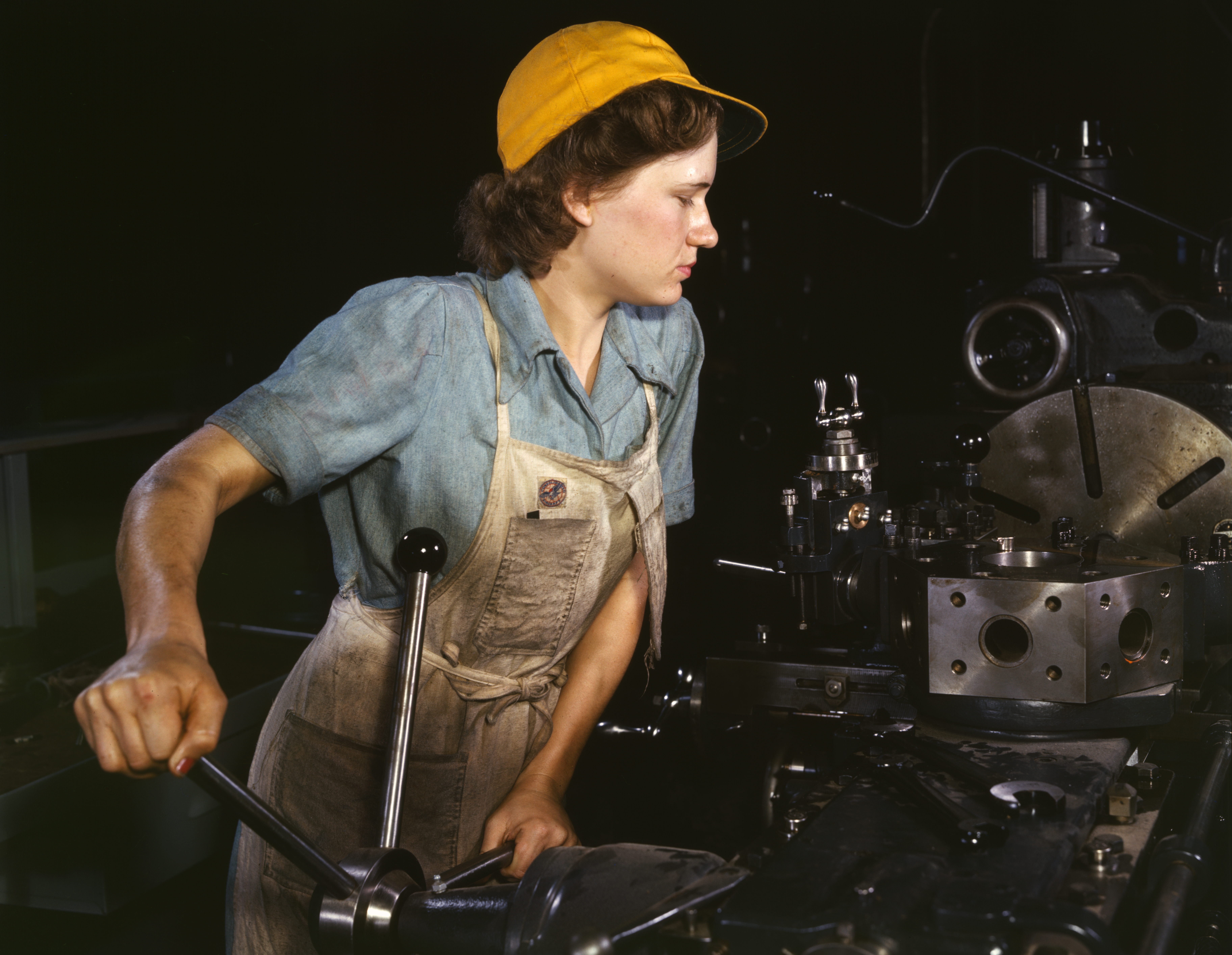
第二次世界大戦中、輸送機の部品を作るために工場で労働する女性

社会と同様に、「ジェンダー」（ここでは社会的・文化的性としての意味）は絶えず変化する。
国家総力戦となった第二次世界大戦時の連合国および枢軸国では、男性が徴兵され戦場に出向いている間、女性が工場労働に従事することになり、その後に労働力として社会参加することの大きなきっかけとなった。

## ジェンダーと社会

### 科学
歴史的には、科学は男性が追求するものとして描かれており、女性の参加には非常に大きな障害があった。19世紀に大学が女性の入学を許可した後であっても、依然として大部分の女性は家政学、看護学、発達心理学などの特定の科学分野に降格させられた。また、女性はよく退屈な低賃金の仕事を割り当てられ、キャリアアップの機会を拒否されてきた。
こうした行為は、女性は生まれつき、創造性、リーダーシップ、知性が必要な仕事よりも、集中、忍耐、手先の器用さが必要な仕事により向いている、というステレオタイプによって正当化されることが多かった。こうしたステレオタイプは現代には払拭されたが、たとえば物理学などの権威ある「ハードサイエンス」などの分野では、女性はいまだに過小評価されており、高いランクのポジションを持てる可能性は低い。国際連合の持続可能な開発計画目標 5などのグローバル・イニシアティブは、この状況の是正を試みている。

### 教育格差
性別が理由で教育を受けられない場合も多く、学校に通えない女子児童・生徒が2018年時点で世界中に約1億3,200万人（約5人に1人）いると推定されている。SDGsにおいても開発途上国での女子教育の推進が掲げられているが、この問題の背景には貧困や児童婚、不十分な教育環境などがあるとされている。低所得国では、一家の子どもたち全員を学校に行かせる費用が工面できなかった場合、男子を優先的に学校に通わせる家庭も少なくない。また、紛争地域においては男子に比べて女子が学校に通えていない可能性が約2.5倍高いとされる。
国際的な学習到達度テスト（PISA）では、女子の点数の方が男子の点数よりも高い傾向にある一方で（性差#学力差も参照）、大学進学率は男子の方が高い傾向にある。例えば2021年度の日本の四年制大学進学率は、男子が57.4%だったのに対して女子は51.3％であった。この背景にも、所得水準の他に進路指導におけるジェンダー格差が指摘されている。

また、大学入試において女性差別的な不正入試が行われることもある。

### 軍隊
軍隊において兵士が男性のみである国家が比較的多く、徴兵制であればその義務が、志願制であればその権利が、女性にはないことが多い。

## 国際連合・持続可能な開発目標
ジェンダー平等は、持続可能な開発のための2030アジェンダを構成する17のグローバル目標の一つであり、また、そのターゲット5.cにおいてジェンダー平等の促進が謳われている。

## ジェンダー・ハラスメント
ジェンダー・ハラスメントとは、ジェンダーにまつわるハラスメントであり、人を男／女という枠組みで捉え、それぞれの役割を設定したり、その役割を他者に期待したりする行為などを含む。被害者の心身に深刻な悪影響を与えうるものであり、ジェンダー・ハラスメントの防止が求められている。

## 関連文献
- Ivan Illich Gender (1982) ISBN 0-394-52732-1
  - イヴァン・イリイチ 『ジェンダー――女と男の世界』岩波書店、1984年
- アン・ファウスト＝スターリング（英語版）著、池上千寿子ほか訳『ジェンダーの神話―［性差の科学］の偏見とトリック』工作舎、1990年5月。ISBN 4-87502-167-4
- トマス・ラカー（英語版）著、高井宏子ほか訳『セックスの発明―性差の観念史と解剖学のアポリア』工作舎、1998年4月。ISBN 4-87502-294-8
- ロンダ・シービンガー著、小川眞里子ほか訳『ジェンダーは科学を変える!?―医学・霊長類学から物理学・数学まで』工作舎、2002年1月。ISBN 978-4-87502-362-3
- 川本敏編『論争・少子化日本』中公新書、2001年5月15日。ISBN 4-12-150006-7
- 上野千鶴子・宮台真司・斎藤環・小谷真理・鈴木謙介・後藤和智・澁谷知美・山口智美・荻上チキ他 共著 『バックラッシュ! なぜジェンダーフリーは叩かれたのか？』双風舎、2006年6月26日。ISBN 4-902465-09-4
- 加藤秀一著『ジェンダー入門―知らないと恥ずかしい』朝日新聞社、2006年11月。ISBN 4-02-330373-9
- 渡辺真由子著『オトナのメディア・リテラシー』リベルタ出版、2007年10月。ISBN 978-4-90372407-2
- 村田晶子編著『復興に女性たちの声を―「3・11」とジェンダー』早稲田大学出版部、2012年10月。ISBN 978-4-657-12316-9